# Chiesa di Sant'Antonio (Lodè)
La chiesa di Sant'Antonio è un edificio religioso situato a Lodè, centro abitato della Sardegna centro-orientale. Consacrata al culto cattolico è sede dell'omonima parrocchia e fa parte della diocesi di Nuoro.
Le prime notizie della chiesa la danno come già esistente nel Seicentesco insieme all'ormai scomparsa chiesa di Santa Croce. In quel periodo, una volta divenuta parrocchia, al suo interno in prossimità dell'altare maggiore, vi trovavano sepoltura i sacerdoti.

## Bibliografia

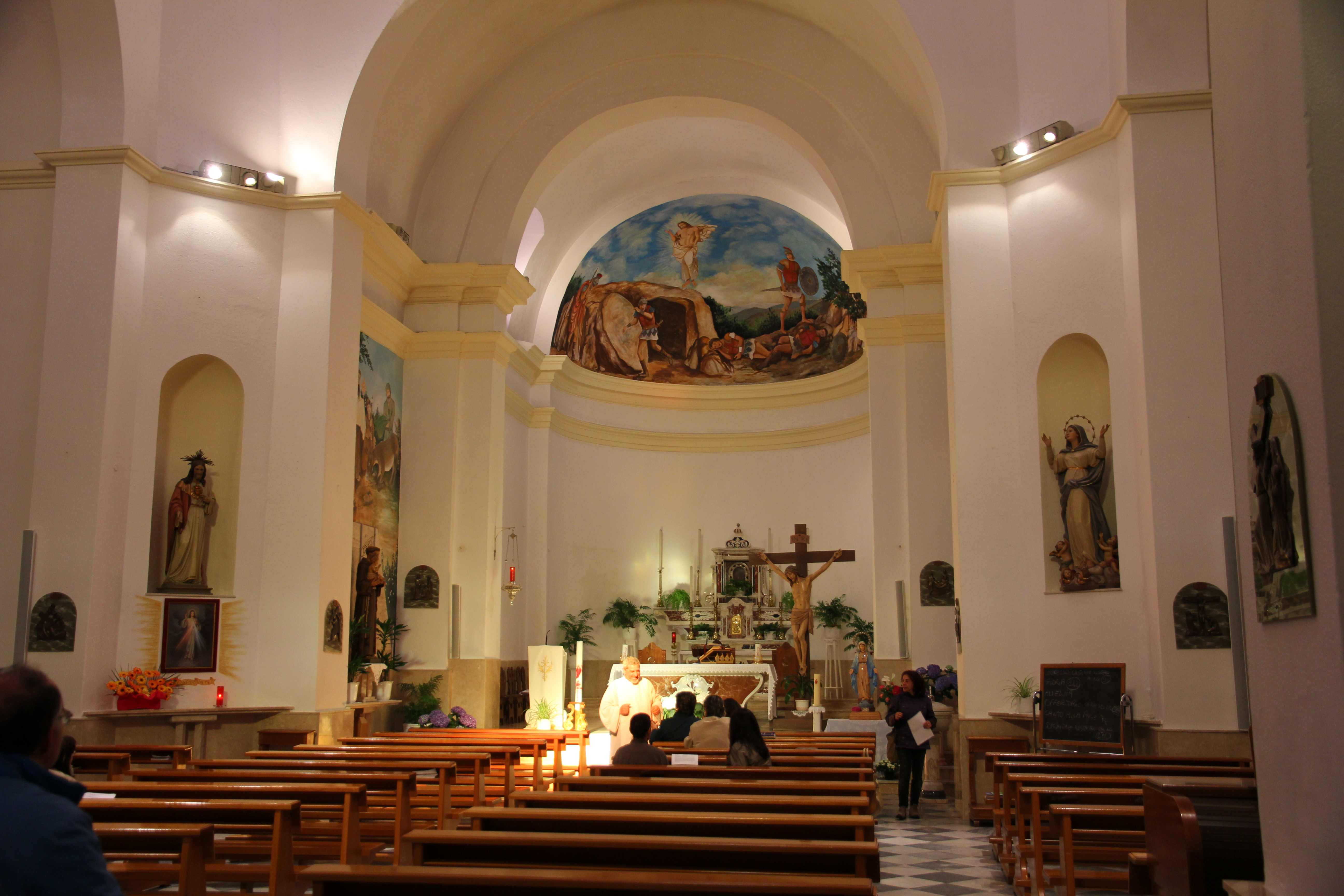
Interno